# Saullo Vianna
Saullo Velame Vianna (Manaus, 22 de junho de 1984) é um político brasileiro filiado ao União Brasil (UNIÃO). Atualmente cumpre seu primeiro mandato como deputado federal pelo Amazonas.

## Biografia
Em outubro de 2018, foi eleito deputado estadual pelo Partido Popular Socialista (PPS) para a 19ª legislatura (2019-2023) da Assembleia Legislativa do Amazonas. Em dezembro do mesmo ano foi preso temporariamente sob suspeita de corrupção e associação criminosa.
Em setembro de 2019 o partido decidiu expulsar o deputado por infidelidade partidária, já que Saullo passou para a base de apoio ao governador Wilson Lima (PSC) como vice-líder do governo na Assembleia, contrariando o partido. Em sua defesa, Saullo alegou que nunca era convocado para reuniões partidárias sobre qualquer assunto.
Em março de 2020 se filiou ao PTB e assumiu a presidência da sigla na capital. Em maio a justiça rejeitou o pedido do Cidadania para reaver o mandato de Saullo.

## Denúncias

### Caso de Corrupção em Transporte Escolar
Em novembro o deputado foi alvo de busca e apreensão da Polícia Federal, por suspeita de ser sócio oculto de empresa investigada num inquérito sobre fraude em licitação para fornecimento de transporte escolar no município de Presidente Figueiredo. Seu pai foi preso temporariamente.